# Líquido multifásico
Un líquido multifásico es una mezcla que consta de más de dos fases líquidas inmiscibles. Las mezclas bifásicas que consisten en dos fases inmiscibles son muy comunes y generalmente consisten en un disolvente orgánico y una fase acuosa ("aceite y agua").
Los líquidos multifásicos se pueden usar para extracciones líquido-líquido selectivas o con fines decorativos, por ej. en cosmética.
Si bien es posible obtener fases de varias capas al combinar fases no polares y acuosas de densidades decrecientes una encima de la otra, estas fases no se separarán después de mezclarse como líquidos multifásicos verdaderos.

## Composiciones
Existen los siguientes tipos de líquidos multifásicos:

### Sistemas trifásicos
- Solvente no polar / mezcla acuosa bifásica
P. ej. utilizando hexano, heptano, ciclohexano, o aceite mineral como el solvente no polar
  - Solvente no polar / solvente polar /sal / agua
P. ej. 100 ml aceite mineral, 100 ml isopropanol, 75 ml agua, 35 g cloruro de calcio
  - Solvente no polar/polímero A soluble en agua, polímero B soluble en agua, agua
P. ej. hexano, óxido de polietileno, dextrano, agua
  - Solvente no polar / polímero soluble en agua / agua / sal
P. ej. hexano, óxido de polietileno, sulfato de sodio, agua
  - Solvente no polar A/solvente B / polímero soluble en solvente B y agua / agua
P. ej. heptano, diclorometano, óxido de polietileno, agua
- Solvente no polar A / solvente B / polímero soluble en solvente B y agua / sal / agua
P. ej. 16.3% heptano, 21.7% diclorometano, 9.5% óxido de polietileno, 51.5% agua, 0.1% sulfato de sodio
- Solvente no polar / sal hidrófoba / agua
P. ej. iso-octano, Aliquat 336 (cloruro de metiltrioctilamonio, un catalizador de transferencia de fase), agua 
  - O ciclo hexano, bmim-PF6 (un líquido iónico), agua  Archivado el 4 de marzo de 2016 en Wayback Machine.
- Sistemas Líquido hidrofóbico iónico – agua – hidrocarburo
  - p.ej. Hexafluorofosfato de 1-butil-3-metilimidazolio - agua - ciclo hexano

### Sistemas tetrafásicos
- Solvente no polar A / solvente B / polímero soluble en solvente B y agua / sal / agua
P. ej. 10.9% heptano, 15.5% diclorometano, 7.1% óxido de polietileno, 66.5% sulfato de sodio (> 0.1%) en agua
- Solvente no polar / solvente polar / sal / agua / solvente fluorado
  - P. ej. Hexano, isopropanol, salmuera, perfluorometilciclohexano

### Sistemas multifásicos de orden superior
Se conoce un sistema con ocho fases. Además de un hidrocarburo y una fase acuosa, incluye un aceite de silicona, una anilina y una fase fluorada, fósforo fundido, galio y mercurio.